# Software de nómina
Un software de nómina es una solución informática diseñada para maximizar la productividad de las personas encargadas de registrar y controlar correctamente todos los aspectos de la nómina de los obreros y empleados de las empresas, permitiendo reducir las cargas excesivas de trabajo y disminuyendo errores, considerando la legislación fiscal y laboral vigente de cada país incluyendo los cálculos de impuestos locales y retención de los mismos.
Las empresas que tienen software de nómina pueden contar con todos los registros de sus empleados, fechas de ingreso, pago y retiro, así como los registros de toda la relación laboral que la empresa ha tenido con cada uno de sus empleados. 
También existen plataformas más complejas que no solamente dejan administrar los pagos y descuentos sino que también permiten a los usuarios administrar la nómina de sus operaciones en muchos países, muchas empresas y/o muchos centros de costos. Con un software de nómina de esas características se puede administrar mejor la contabilidad de las empresas intensivas en recursos humanos como bancos, hospitales y universidades. 
Lo más importante del software de nómina es que sea configurable: Esto quiere decir que se pueda manipular fácilmente para adaptarlo a las necesidades de cada empresa. Esto no debe hacerlo más complejo. Es necesario que la manipulación pueda hacerse por los usuarios sin necesidad de depender mucho del proveedor del .Software. 
Un segundo aspecto para considerar es el mantenimiento de acuerdo con los requerimientos legales y fiscales. Las leyes cambian con mucha rapidez y esto hace que los programas baratos o de dudosa procedencia se queden obsoletos haciendo que el tiempo, dinero y esfuerzo que se invirtió en implementar la solución se pierda. Por eso es indispensable encontrar proveedores serios, con una larga carrera en el mercado y que puedan brindar la tranquilidad de que su solución siempre estará tecnológica y legalmente día.

## Proceso
El proceso de nómina siempre empieza con el cargue de la información histórica, pues solamente las empresas nuevas están exentas a este cargo. Este mecanismo debe ser autoverificable y automático. Esto desemboca en que no se comenten errores, ni haya intervención humana. 
Una vez el software de nómina tiene la base de empleados cargada en el sistema, comienza a cargarse lo que se conoce como novedades, entre ellas tenemos
1. Novedades de tiempo (horas extras, dominicales, nocturnas y festivas)
2. Novedades de Ingreso o retiro: Cuando hay nuevos empleados en la compañía o retiros de los mismos.
3. Novedades de Vacaciones.
4. Novedades de Sueldo.
5. Premios y Comisiones
6. Etc.

Cada periodo que puede ser de una semana, quincena o mes hay que calcular la nómina de todos los empleados, revisar que todas las novedades estén ingresadas y finalmente hacer el cálculo de impuestos, de pagos a terceros (seguro médico estatal, pensiones, impuestos, parafiscales, etc.) y con los resultados de estos cálculos hacer el pago de los empleados, terceros y otros.
Todos estos pagos quedan registrados en la base de datos de los empleados para su revisión, y generación de reportes históricos o la realización de cálculos que requieran esta información.

## Tecnología
En la actualidad existen software que pueden generar información a otras áreas de la empresa como reportes de recursos humanos y contabilidad o que se pueden crear interfaces con ERP, software de contabilidad, software de recursos humanos o hardware de control de asistencia.
Los sistemas integrales de nómina por su parte poseen diferentes módulos tales como: recursos humanos, capacitación, IMSS/SUA, tiempo y asistencia, relojes, estos cada vez se han vuelto más eficientes para el control humano en las organizaciones.

## Fabricantes
En la actualidad existen varios fabricantes de Software de Nóminas en el mundo. Existen diferentes tipos de proveedores, hay unos que ofrecen el servicio en la nube y otros mediante instalación en el equipo del usuario. 
Es importante recalcar que en muchos casos los fabricantes requieran de socios locales para poder ajustarse a la reglamentación local de cada país ya que en la mayoría de los casos es extremadamente compleja y no se puede estandarizar.
También existen fabricantes que se dedican exclusivamente a desarrollar aplicaciones para la gestión de la Nómina y Recursos Humanos.